# Christian Weber (Fußballspieler, 1983)
Christian Weber (* 15. September 1983 in Saarbrücken) ist ein ehemaliger deutscher Fußballspieler und heutiger Fußballfunktionär.

## Karriere
Der Defensiv-Allrounder debütierte bereits mit 17 Jahren  beim 1. FC Saarbrücken in der 2. Bundesliga. Webers Jugendvereine vor dem Wechsel nach Saarbrücken waren der SC Großrosseln (1994–1995) und der SV Emmersweiler (1989–1994), beides Vereine aus dem Saarland.
Nach dem Abstieg der Saarländer im Jahr 2002 wechselte Weber zur SpVgg Greuther Fürth. Dort wurde er in der Abwehr und auf der linken Außenbahn eingesetzt. Bei den Fürther Kleeblättern kam er in den folgenden vier Jahren auf 120 Einsätze in der zweiten Liga.
Ab Saison 2006/07 spielte Weber für den MSV Duisburg in der 2. Bundesliga, an dessen Aufstieg 2007 in die 1. Bundesliga er als Stammspieler Anteil hatte. In der höchsten deutschen Spielklasse kam er nur noch elfmal zum Einsatz und stieg ein Jahr später wieder mit dem MSV ab.
2008 unterzeichnete Weber einen Zweijahresvertrag beim griechischen Erstligisten AE Larisa. Bereits im Juni 2009 wechselte Weber zu Fortuna Düsseldorf in die 2. Bundesliga. Dort blieb er drei Jahre und schaffte mit dem Klub 2012 den Aufstieg in die Bundesliga. Von Anfang September 2012 bis Mitte Januar 2013 spielte er für Alemannia Aachen, dann kehrte er zu Fortuna Düsseldorf zurück, um die zweite Mannschaft zu verstärken. Am 18. Mai 2013 stand er beim letzten Saisonspiel bei Hannover 96 wieder in der ersten Mannschaft. Zum Jahresende 2013 rückte er unter Trainer Oliver Reck wieder in den Profikader auf.
Am Ende der Saison 2017/18 beendete er bei der zweiten Mannschaft von Düsseldorf nach einem Kreuzbandriss seine aktive Karriere.
Nach dem Ende seiner aktiven Karriere trat er bei Fortuna Düsseldorf eine Stelle in der Scouting-Abteilung des Vereins an, seit dem 11. Februar 2022 ist er Sportdirektor.

## Erfolge
- Aufstieg in die Bundesliga 2006/07 mit dem MSV Duisburg
- Aufstieg in die Bundesliga 2011/12 mit Fortuna Düsseldorf
- Saarlandpokal-Sieger 2002 mit dem 1. FC Saarbrücken